# Tutta l'avventura del mosaico
Tutta l'avventura del mosaico (TAMO) è stata una mostra permanente interamente dedicata all'arte del mosaico, che dal 2011 al 2023 ha avuto sede all'interno dell'antica chiesa di San Nicolò a Ravenna. La mostra, inaugurata il 20 maggio 2011 e aperta al pubblico dal giorno successivo, era promossa dalla Fondazione RavennAntica, dal Comune di Ravenna, dalla Regione Emilia-Romagna e dal dipartimento di archeologia dell'Università di Bologna. Curatore della mostra era il professor Carlo Bertelli.

## Storia e descrizione
L'esposizione si articolava in vari percorsi tematici: la luce, i contesti in cui i mosaici venivano utilizzati (la domus, il palatium, l'ecclesia); le tecniche e gli strumenti dei mosaicisti e, infine, i materiali utilizzati per realizzare il mosaico.
Nella prima parte del percorso espositivo si potevano osservare copie di mosaici antichi realizzate da mosaicisti contemporanei, grazie alle quali venivano illustrati i vari tipi di mosaico: dal più semplice cocciopesto fino al raffinato opus vermiculatum, passando attraverso l'opus sectile e le raffigurazioni fatte con ciottoli colorati. Era inoltre presente una copia, fedele fin nel minimo dettaglio, del grande mosaico raffigurante la Battaglia di Isso, il cui originale è conservato presso il Museo archeologico nazionale di Napoli.
La mostra ospitava inoltre alcuni mosaici originali, databili in un arco temporale che andava dal I al XIII secolo: essi testimoniavano l'eccellente patrimonio musivo di Ravenna e del suo territorio. Si segnalavano, in particolare, alcuni brani di mosaici provenienti dal sito archeologico della Domus dei tappeti di pietra, dalla ormai scomparsa basilica di San Severo e da due domus della vicina Faenza.
Un'ulteriore sezione della mostra presentava gli strumenti e i materiali utilizzati dai mosaicisti: qui si potevano vedere, tra l'altro, dei calchi inediti provenienti dai Musei Vaticani e le paste vitree dell'ottocentesca fornace Angelo Orsoni di Venezia. Allestimenti interattivi e multimediali, strumenti di lavoro, ricostruzioni animate e soluzioni tecnologiche avanzate permettevano di approfondire i vari aspetti dell'arte musiva.
Dal 23 marzo 2012 TAMO si arricchì con la sezione Mosaici tra Inferno e Paradiso: essa raccoglie ventuno pannelli commissionati nel 1965 dal Comune di Ravenna per celebrare il settimo centenario della nascita di Dante Alighieri e ora sistemati nel primo chiostro del complesso di San Nicolò, adiacente all'omonima chiesa. Questi pannelli, ispirati a scene ed episodi della Divina Commedia, vennero realizzati su cartone da vari artisti italiani (fra cui Domenico Cantatore, Leonardo Mattioli, Domenico Purificato, Bruno Saetti e Aligi Sassu) e quindi eseguiti a mosaico da mosaicisti ravennati, quali Libera Musiani, Giuseppe Salietti, Santo Spartà, Sergio Cicognani, Nedo Del Bene e Renato Signorini.
In seguito all'apertura nel 2018 del Museo Classis Ravenna nella frazione di Classe, gestito dalla stessa Fondazione RavennAntica, prese piede l'idea di trasferire colà le collezioni del TAMO per razionalizzare gli spazi museali e ridurre i costi di gestione. Il 22 dicembre 2023 fu l'ultimo giorno d'apertura del museo. Al 2024 il trasferimento delle opere è in corso, mentre l'ex chiesa di San Nicolò pare destinata a servizi universitari del polo distaccato di Ravenna, dipendente dall'Università di Bologna.